# Сентер (Алабама)
Сентер (енгл. Centre) град је у америчкој савезној држави Алабама. По попису становништва из 2010. у њему је живело 3.489 становника.

## Демографија
Према попису становништва из 2010. у граду је живело 3.489 становника, што је 273 (8,5%) становника више него 2000. године.
| Група             | 2000.         | 2010.         |
| Белци             | 2.807 (87,3%) | 3.014 (86,4%) |
| Афроамериканци    | 322 (10,0%)   | 347 (9,9%)    |
| Азијати           | 4 (0,1%)      | 11 (0,3%)     |
| Хиспаноамериканци | 31 (1,0%)     | 41 (1,2%)     |
| Укупно            | 3.216         | 3.489         |